# Bron utan återvändo

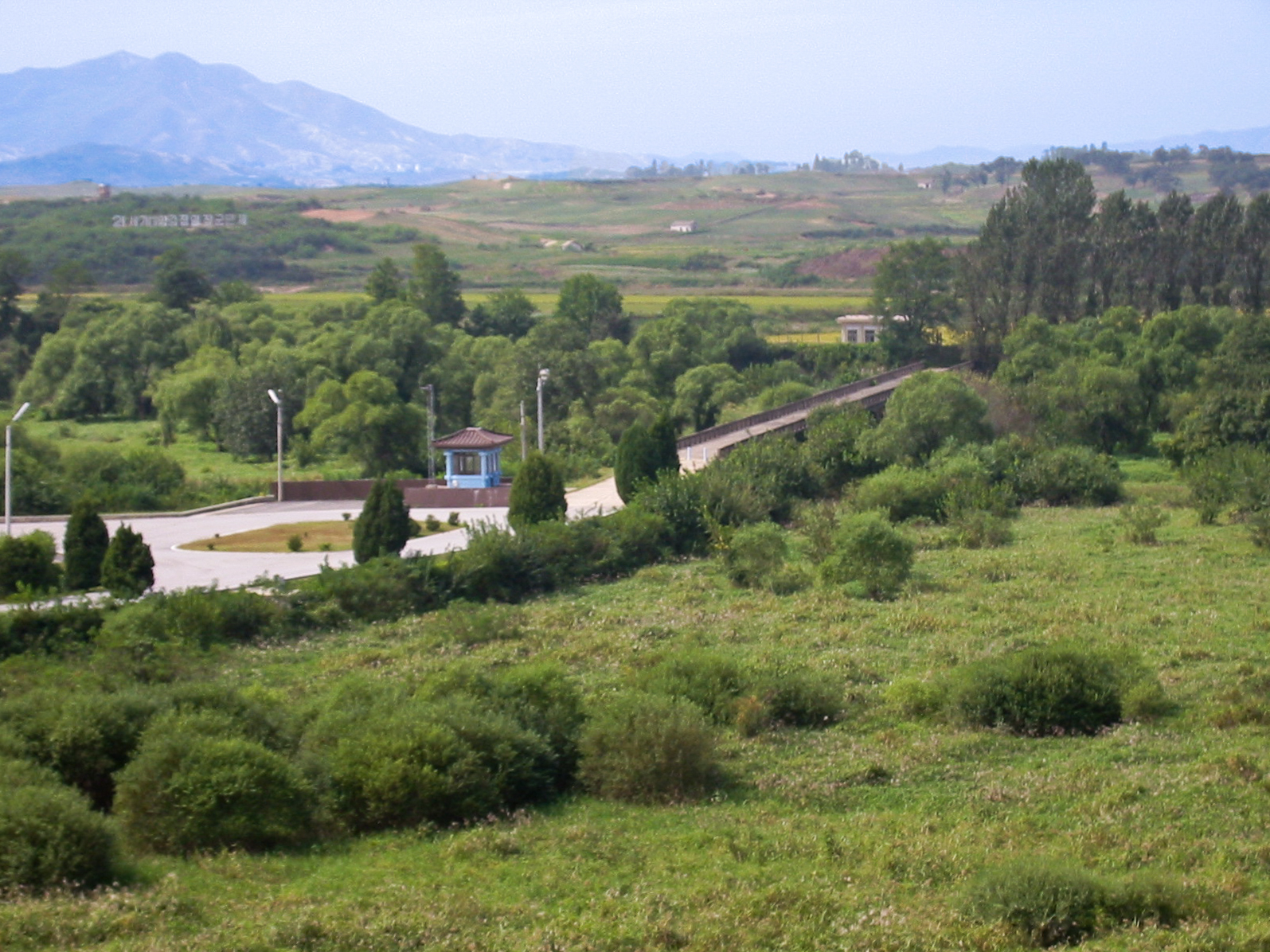
Vy över bron

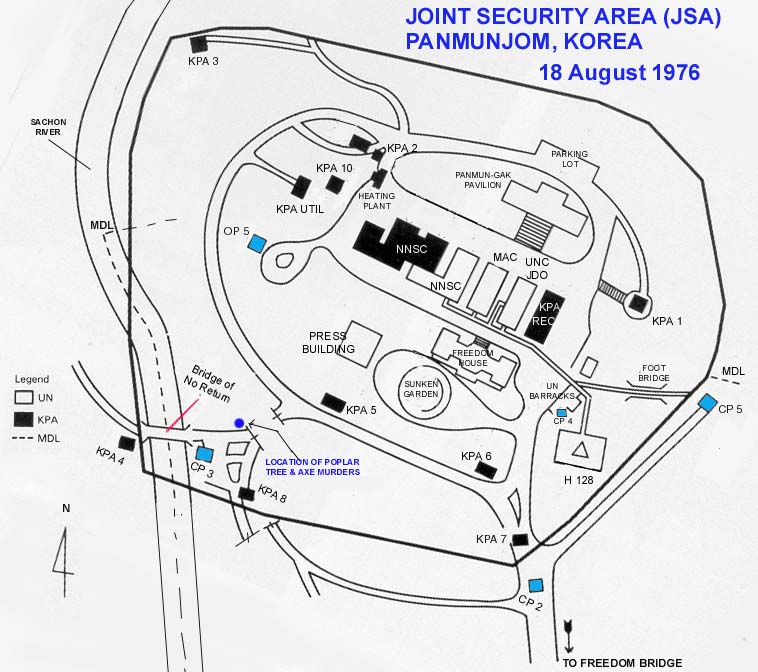
Karta över det gemensamma säkerhetsområdet vid tidpunkten för "yxmordsincidenten" 1976. Bron utan återvändo finns längst ned till vänster på kartan.

Bron utan återvändo (engelska: Bridge of No Return; koreanska: 돌아올 수 없는 다리) är en bro i Koreas demilitariserade zon på gränsen mellan Nordkorea och den sydkoreanska delen av det gemensamma säkerhetsområdet (JSA). 
Bron är känd för att efter Koreakrigets slut så fick de nordkoreanska krigsfångarna välja om de ville stanna i Sydkorea eller gå över bron till Nordkorea. Detta individuella beslut var sedan oåterkalleligt.

## Bakgrund
Mellan 1953 och 1975 var bron den enda passagen som förband Nordkorea med det gemensamma säkerhetsområdet, där sydkoreanska och nordkoreanska trupper fick röra sig fritt över gränsen mellan de båda länderna. Efter en blodig sammanstötning mellan nordkoreanska och amerikanska soldater i augusti 1976 ("yxmordsincidenten") utmärktes vapenstilleståndslinjen tydligt i området och rörligheten över gränsen reglerades strängt. För att skapa en direkt passage mellan Nordkorea och den nordkoreanska delen av det gemensamma säkerhetsområdet uppfördes en ny bro på 72 timmar, vilken fick namnet "72 timmars-bron" och övertog Bron utan återvändos funktion som gränspassage.
Sedan 1987 finns ett monument strax intill bron till minnet av kapten Arthur Bonifas och löjtnant Mark Barrett, de två amerikanska befälen som avled i incidenten 1976.